# Zalnoc, Sălaj
Zalnoc (în maghiară: Zálnok) este un sat în comuna Bobota din județul Sălaj, Transilvania, România.